# Un requiem allemand (Brahms)
Pour les articles homonymes, voir Un requiem allemand.

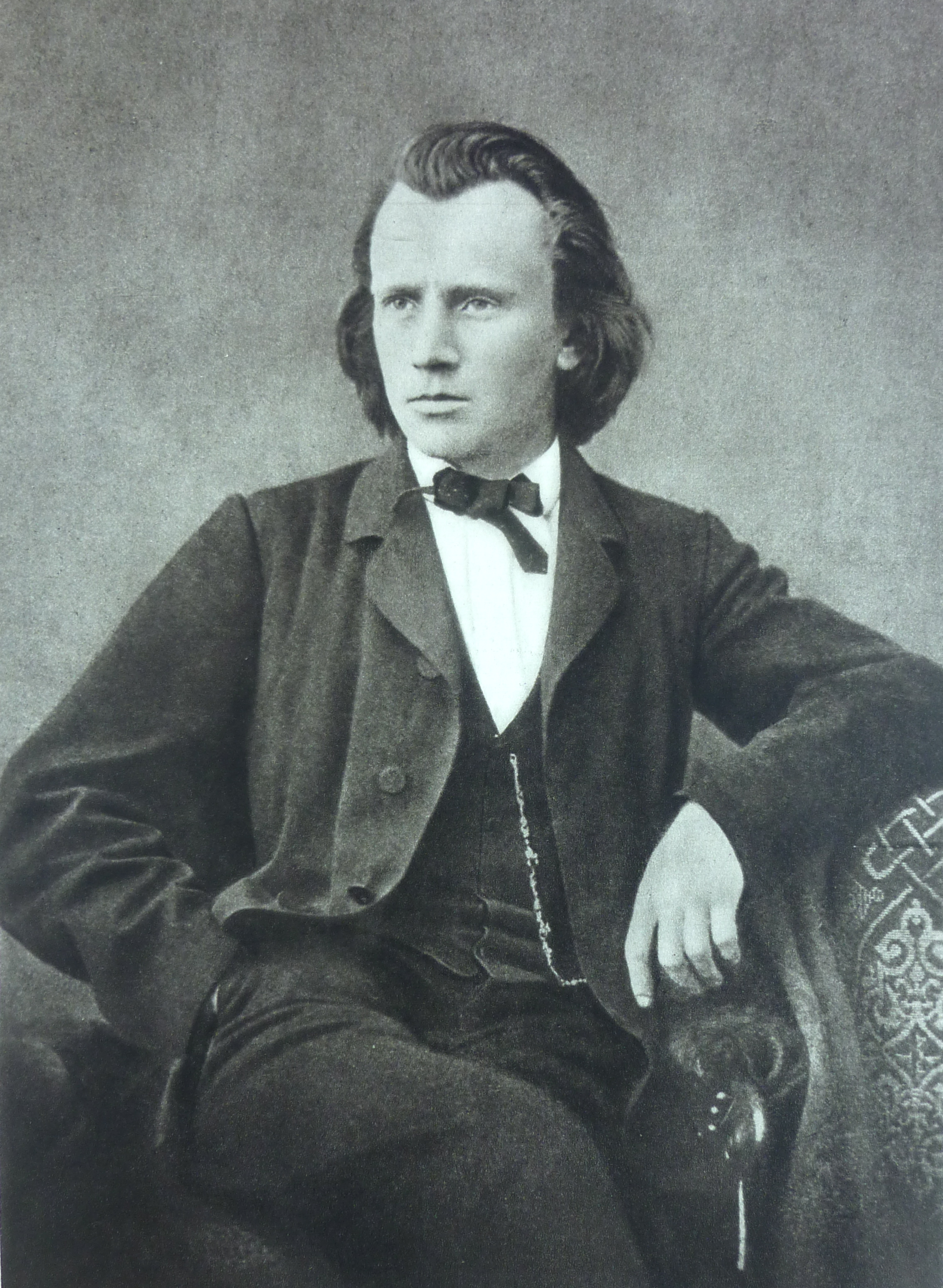
Johannes Brahms en 1866

Ein deutsches Requiem, nach Worten der heiligen Schrift für Soli, Chor und Orchester (Orgel ad lib.), op. 45 — « Un Requiem allemand, sur des textes de l'Écriture sainte, pour solistes, chœur et orchestre (avec orgue ad libitum) » — est une œuvre sacrée (mais pas liturgique) en sept parties (ou mouvements) composée par Johannes Brahms et achevée en 1868. Elle dure de 70 à 80 minutes, ce qui en fait la plus longue composition de Brahms.
Les deux solistes n'interviennent qu'exceptionnellement, le baryton pour faire entendre l'appel angoissé de l'homme face à son destin, la soprano pour annoncer le caractère maternel des consolations futures. L'orchestre reste toujours d'une clarté exemplaire, même lorsqu'il passe au second plan. La conclusion résume la promesse du sermon sur la montagne. Les épisodes centraux du sixième morceau pourraient être considérés comme une version protestante du Dies iræ. L'œuvre, de conception humaniste, que l'auteur aurait désiré rendre œcuménique, lui assura la célébrité.

## Histoire
Dans son propre catalogue thématique, Brahms n'indique qu'une seule étape de la composition de son Requiem : « Été 1866, Zurich et Baden-Baden ». La genèse de l'œuvre fut pourtant longue, de 1857 à 1868.
Brahms met longtemps à aborder le genre symphonique et les œuvres avec orchestre en général. Pourtant, son ami Robert Schumann l'y encourage dès 1854. Il ébauche alors une symphonie qui ne voit jamais le jour mais se transforme en une sonate pour deux pianos qu'il ne publie pas mais joue souvent pour ses amis. Le matériau musical étant suffisamment riche, il récupérera les deux premiers mouvements pour son Concerto pour piano et orchestre no 1 et le troisième deviendra la marche Denn alles Fleisch du requiem.
Schumann meurt en 1856 et Brahms songe alors à rendre hommage à son mentor qui lui-même projetait la composition d'un requiem allemand. Brahms est très ému lorsqu'il découvre des années plus tard que Robert Schumann avait pensé lui aussi à une œuvre similaire. Ce projet de "Trauerkantate" (cantate funèbre) prend forme le troisième automne passé à Detmold (1859) où Brahms compose le Begräbnisgesang opus 13 et la Deuxième sérénade opus 16, qui renonce aux violons tout comme le premier mouvement du requiem.
Lors d'une autre disparition douloureusement ressentie, Brahms revient à ce projet élégiaque : après la mort de sa mère, en février 1865, il mentionne dans une lettre à Clara Schumann à la fin du mois d'avril 1865 un « chœur… sorte de Requiem allemand ». Il s'agissait sans doute des numéros 1, 2 et 4. En fait Brahms ne précisa jamais formellement que le Requiem lui fut inspiré par la mort de sa mère. Ce n'est que par ses amis qu'on le saura ; notamment Clara Schumann qui dit : « Nous sommes tous d'avis qu'il l'écrivit en souvenir d'elle, bien qu'il ne nous l'ait jamais dit expressément.»
À la fin de l'hiver 1865-1866, Brahms termine le troisième mouvement (Karlsruhe février-avril 1866). La fugue l’embarrassant, il demande conseil à Eduard Marxsen, son ancien professeur de Hambourg. La composition terminée au printemps 1866 entre Winterthour et Zurich, est revue durant l'été à Lichtenthal. En décembre, Brahms offre à Clara Schumann l'arrangement pour piano.
Les trois premiers morceaux de l'œuvre sont alors joués le 1er décembre 1867 dans la Grosse Redoutensaal (grande salle de la Redoute) à Vienne, lors d'un concert de la Gesellschaft der Musikfreunde (Société des Amis de la Musique) en hommage à Schubert sous la direction de Johann von Herbeck; les chœurs étaient ceux du Wiener Singverein et le baryton solo, Rudolf Pänzer, un chanteur de la chapelle impériale. Les deux premiers morceaux sont accueillis sans enthousiasme excessif, mais avec une sympathie certaine. C'est le troisième qui déclenche le désastre : par une erreur inexplicable, le timbalier joue fortissimo toute la grande pédale de ré sur laquelle se déroule la fugue finale. Le chœur et l'orchestre sont complètement couverts par cette intrusion intempestive et bruyante. Le public croit à un effet voulu et, lorsque Brahms vient saluer, il est accueilli par une bordée de sifflets et de huées. La presse fait un compte rendu mitigé de la soirée.
La première version de l'œuvre (morceaux 1-4, 6-7) est ensuite créée en la cathédrale de Brême, deux ans après sa composition, le 10 avril 1868 pour le Vendredi Saint sous la direction de Brahms et avec Jules Stockhausen comme baryton solo, devant deux mille personnes. L'organisateur du concert, Carl Martin Reinthaler, organiste et directeur de la musique de Brême, avait voulu que Brahms insérât un nouveau morceau afin de préciser la signification liturgique. Brahms ne céda pas mais le requiem fut joué en deux parties avec, entre les deux, un morceau du Messie de Haendel pour satisfaire aux desiderata de Reinthaler. Le concert est un succès et marque un tournant dans la carrière du compositeur.
Après cette création, Brahms annonce en mai 1868 à son éditeur Rieter-Biedermann l'ajout d'un morceau solo (le no 5) qu'il termine à Bonn en août 1868. Ce cinquième mouvement fut joué en exécution privée le 17 septembre 1868 à Zurich, par l'orchestre de la Tonhalle de Zurich sous la direction de Friedrich Hegar et avec Ida Suter-Weber.
La version intégrale est finalement créée au Gewandhaus de Leipzig le 18 février 1869 par Carl Reinecke et l'orchestre du Gewandhaus de Leipzig avec pour solistes Émilie Bellingrath-Wagner et Franz Krükl. La partition avait été publiée par Rieter-Biedermann à Leipzig en novembre 1868.

## Texte
Brahms lit la bible de Martin Luther quotidiennement et compose le livret de Ein deutsches Requiem lui-même en puisant essentiellement des extraits du Nouveau Testament mais aussi de l'Ancien et des textes apocryphes. Le comparer à la messe de requiem catholique traditionnelle n'a pas de sens car il n'y a pas d'équivalent dans le protestantisme. « Ein » indique la subjectivité du propos. « Deutsches » fait seulement référence à la langue de la bible de Luther ; Brahms a d'ailleurs confié à Karl-Martin Reinthaler, le chef d'orchestre de la cathédrale de Brême, qu'il aurait volontiers appelé cette œuvre un « requiem humain ». Le choix du terme requiem n'a également guère de sens, puisqu'il s'agit d'une Trauermusik où Brahms affirme le particularisme germanique avec force, redit la prière humble et confiante des luthériens, des Allemands du Nord, farouches devant la mort, qu'ébauchait déjà le Begräbnisgesang. Sans lien avec la liturgie, il tire son origine d'un genre fort rare, la cantate funèbre baroque, illustrée par le Musikalische Exequien de Schütz ou l’Actus tragicus de Bach ; mais il utilise l'effectif de l'oratorio romantique (soli, chœur et orchestre) sans toutefois en posséder les traits distinctifs : le découpage en récits, airs et chœurs, et l'action dramatique.
Alors que la messe de requiem de la liturgie catholique commence avec la prière des morts (« Seigneur, donnez-leur le repos éternel »), Ein deutsches Requiem s'ouvre à l'inverse en mettant l'accent sur les vivants avec le texte « Béni soit leur chagrin : qu'ils en soient soulagés ». Cette vision humaniste et sacrée est visible tout au long de l'œuvre.

## Mouvements
| Mesures | Partie                          | Tonalité              | Mes. | Tempo                             |
| ------- | ------------------------------- | --------------------- | ---- | --------------------------------- |
| 1-14    | Introduction orchestrale        | Fa Majeur             | 4/4  | Ziemlich langsam und mit Ausdruck |
| 15-46   | 1re partie. Chœur Selig sind    |                       |      |                                   |
| 47-64   | 2e partie. Chœur Die mit Tränen | Ré bémol majeur       |      |                                   |
| 65-99   | 3e partie. Chœur Sie gehen hin  |                       |      |                                   |
| 100-158 | Coda. Chœur Selig sind          | Fa mineur vers majeur |      |                                   |

| Mesures | Partie                                        | Tonalité         | Mes.       | Tempo                      |
| ------- | --------------------------------------------- | ---------------- | ---------- | -------------------------- |
| 1-21    | Introduction orchestrale                      | Si bémol mineur  |            | Langsam, marschmäßig       |
| 22-74   | 1re partie. Chœur Denn alles Fleisch          |                  |            |                            |
| 75-126  | 2e partie. Chœur So seid nun geduldig         | Sol bémol majeur |            | Etwas bewegter dolce espr. |
| 127-197 | Répétition 1re partie                         | Si bémol mineur  |            | Tempo I                    |
| 198-302 | 3epartie. Chœur Fugue Die erlöseten des Herrn | Si bémol majeur  | (mes. 206) | Un poco sostenuto          |
| 303-337 | Coda. Chœur ewige Freude                      |                  |            | tranquillo                 |

| Mesures | Partie                             | Tonalité                  | Mes. | Tempo            |
| ------- | ---------------------------------- | ------------------------- | ---- | ---------------- |
| 1-104   | Baryton et chœur                   | Ré mineur                 | 2/2  | Andante moderato |
| 105-163 | Baryton et chœur Ach wie gar nicht | Ré mineur                 |      |                  |
| 164-172 | Chœur Ich hoffe auf dich           | Modulation vers Ré majeur |      |                  |
| 173-208 | Double fugue Der Gerechten Seelen  | Ré majeur                 | 2/2  |                  |

| Mesures | Partie                                                   | Tonalité        | Mes. | Tempo        |
| ------- | -------------------------------------------------------- | --------------- | ---- | ------------ |
| 1-64    | 1re partie. Chœur Wie lieblich                           | Mi bémol majeur |      | Mäßig bewegt |
| 65-84   | 2e partie. Chœur Mein Leib und Seele                     |                 |      |              |
| 85-123  | Répétition 1re partie avec variation. Chœur Wie lieblich |                 |      |              |
| 124-153 | 3e partie. Chœur. Canon die loben dich immer dar         |                 |      |              |
| 154-179 | Coda. Chœur Wie lieblich                                 |                 |      |              |

| Tonalité   | Mesure | Tempo                   |
| ---------- | ------ | ----------------------- |
| sol majeur | 4/4    | Langsam (mesures 1- 82) |

| Tonalité        | Mesure | Tempo                                   |
| --------------- | ------ | --------------------------------------- |
| do mineur       | 4/4    | Andante (mesure 1-31)                   |
| fa dièse mineur |        | (mesures 32-71) [mesure 68 accelerando] |
| do mineur       |        | (mesures 72-81)                         |
|                 |        | Vivace (mesures 82-207)                 |
| do majeur       | 2/2    | Allegro (mesures 208-349)               |

| Tonalité  | Mesure | Tempo                    |
| --------- | ------ | ------------------------ |
| fa majeur | 4/4    | Feierlich (mesures 1-47) |
| la majeur |        | (mesures 48-101)         |
| fa majeur |        | (mesures 102-166)        |

## Orchestration
Ein deutsches Requiem est écrit pour :
- Soprano et baryton solistes
- chœurs
- cordes
- 2 flûtes et piccolo
- 2 hautbois
- 2 clarinettes
- 2 bassons et contrebassons
- 4 cors
- 3 trompettes
- 3 trombones
- tuba
- harpe (une partie, de préférence doublée)
- timbales
- orgue (ad libitum)

L'utilisation de la harpe à la fin du septième mouvement est saisissante car elle n'a pas joué depuis le milieu du second mouvement.

## Sources
- (en) Steinberg, Michael. « Johannes Brahms : A German Requiem on Words from Holy Scripture, op. 45. » in Choral Masterworks : A Listener's Guide, Oxford University Press, 2005 (p. 68-74).

- (en) Cet article est partiellement ou en totalité issu de l’article de Wikipédia en anglais intitulé « Ein_deutsches_Requiem » (voir la liste des auteurs).

#### Bases de données et dictionnaires
- Ressources relatives à la musique :   - International Music Score Library Project
  - AllMusic
  - Carnegie Hall
  - MusicBrainz (œuvres)
  - Muziekweb
- Notices dans des dictionnaires ou encyclopédies généralistes :   - Britannica
  - Larousse
  - Store norske leksikon
- Notices d'autorité :   - VIAF
  - BnF (données)
  - LCCN
  - GND
  - Israël
  - Catalogne
  - Canada
  - WorldCat